# Ortografia armènia clàssica
L'ortografia armènia clàssica (armeni: Հայերէնի դասական ուղղագրութիւն, en ortografia clàssica i Հայերենի դասական ուղղագրություն en ortografia reformada, Hayereni dasakan ughagrutyun també coneguda com a ortografia tradicional i com a ortografia Maixtots) és l'ortografia desenvolupada durant l'inici del segle xix per a la llengua armènia. Avui en dia s'usa principalment a la diàspora armènia (incloent-hi tots els parlants de l'armeni occidental i dels parlanta de l'armeni oriental a l'Iran), que va rebutjar la reforma de l'ortografia armènia promoguda per la Unió Soviètica durant la dècada de 1920. La diàspora armènia, i alguns lingüistes i polítics, al·leguen motius polítics a darrere d'aquesta reforma.

## Sistema d'escriptura
L'ortografia clàssica armènia usa les 36 lletres originals de l'alfabet armeni:

| Majúscules | Ա | Բ | Գ | Դ | Ե | Զ | Է | Ը | Թ | Ժ | Ի | Լ | Խ | Ծ | Կ | Հ | Ձ | Ղ | Ճ | Մ | Յ | Ն | Շ | Ո | Չ | Պ | Ջ | Ռ | Ս | Վ | Տ | Ր | Ց | Ւ | Փ | Ք |
| Minúscules | ա | բ | գ | դ | ե | զ | է | ը | թ | ժ | ի | լ | խ | ծ | կ | հ | ձ | ղ | ճ | մ | յ | ն | շ | ո | չ | պ | ջ | ռ | ս | վ | տ | ր | ց | ւ | փ | ք |

...i 2 lletres afegides a l'alfabet armeni al segle xiii:
| Majúscules | Օ | Ֆ |
| Minúscules | օ | ֆ |

## Ortografia

### Vocals

#### Monoftongs
La llengua armènia té vuit sons vocàlics de monoftong _ ɑ, ɛ, i, o, u, ə, ʏ, œ — i deu símbols per representar-los — ա, ե, է, ը, ի, ո, օ, ու, իւ, էօ.
|         | Anterior      | Anterior   | Central | Posterior     | Posterior  |
|         | No arrodonida | Arrodonida | Central | No arrodonida | Arrodonida |
| ------- | ------------- | ---------- | ------- | ------------- | ---------- |
| Tancada | i (ի)         | ʏ (իւ)     |         |               | u (ու)     |
| Mitjana | ɛ (է, ե)      | œ (էօ)     | ə (ը)   |               | ɔ (ո, օ)   |
| Oberta  |               |            |         | ɑ (ա)         |            |

##### /ɑ/— ա, այ
1. La vocal ɑ s'escriu usant la lletra <ա>. Per exemple, [ɑɾɛv] («sol») s'escriu արեւ.
2. Les paraules polisil·làbiques que acaben en /ɑ/ s'escriuen amb <այ>. Per exemple, [dzɑɾɑ] ("esclau") s'escriu ծառայ; [ɡətoʁɑ] ("ell/ella tremola") s'escriu կը դողայ. Són excepcions a aquesta regla:

1. Algunes paraules, per exemple հիմա, ահա, հապա, ապա, ասիկա, սա, ատիկա, անիկա, մամա, պապա.
2. Els noms propis també són excepcions. Per exemple Արա, Էլենա, Ասիա.
3. La forma d'imperatiu singular per a verbs de tipus III. Per exemple կարդալ → կարդա՛; լուալ — լուա՛.
4. Les paraules estrangeres que acaben en /ɑ/. Per exemple Նորա (Nora), սոտա (soda), աղա (/ɑʁɑ/ en turc), etc.

##### /ɛ/— է, ե
1. Al final d'una paraula, /ɛ/ també s'escriu sempre <է> (i mai <ե>). Per exemple Մարգարէ, Վահէ, կը վազէ.
2. A l'inici d'una paraula /ɛ/ s'escriu <է>. Per exemple էջ, էակ.
3. Al mig d'una paraula quan a continuació hi ha una vocal /ɛ/ s'escriu <է>. Per exemple գիտէիր, գործունէութիւն.
4. Quan està seguit de dues consonants dins d'una paraula arrel /ɛ/ s'escriu <ե>. Per exemple ներկ, ուղերձ, խենդ, փեղկ.
5. Quan s'està fent un plural d'un substantiu s'afegeix <եր> or <ներ> al final del substantiu. Per exemple տուփ → տուփեր, դրամ → դրամներ.
6. Quan a continuació hi ha <լ>, <հ>, <ղ>, <մ>, or <ռ>, /ɛ/ s'escriu <ե> (i no <է>). Els següents són excepcions: դէմ, վէմ, i també substantius propis estrangers (per exemple Երուսաղէմ, Դանիէլ).

##### /i/— ի
/i/ sempre s'escriu <ի>. Per exemple [iɾ] ("el seu"/"la seva") s'escriu իր.

##### /ɔ/— օ, ո, ոյ
1. A l'inici d'una paraula /ɔ/ s'escriu <օ>, excepte quan el segon so és [v], en aquest cas s'escriu <ո>. Per exemple [ɔɾɛŋk] («regla») s'escriu օրէնք, i [ɔvɑsis] («oasis») s'escriu ովասիս.
2. Al mig d'una paraula arrel, quan segueixen dues consonants /ɔ/ s'escriu <ո> (i no <օ>). Per exemple [koɾk] («catifa») s'escru գորգ, [hoɾt] («vedell») s'escriu հորթ, i [poʁɡ] («rave») s'escriu բողկ.
3. /ɔ/ al final d'una paraula s'escriu <ոյ>. Per exemple [jɛɾɛɡɔ] («vespre») s'escriu երեկոյ, [hɛdɔ] («més tard») s'escriu յետոյ. Són excepcions a aquesta regla:

1. Les paraules այո' («sí»), pronunciat [ɑjɔ]; i ծօ' («tu» en argot), pronunciat [dzɔ].
2. Noms propis. Per exemple Պետօ («Bedo»), Քոնկօ («Congo»).
3. Paraules estrangeres. Per exemple օթօ («auto» de l'alemany), սոլօ («sols»), զերօ («zero»), մեթրօ («metre»).

1. Quan una vocal s'afegeix a una paraula que acaba amb <օ>, l'<օ> es canvia per <ոյ>. Per exemple Պետօ ([bɛdɔ]) → Պետոյին ([bɛdɔjin], «Bedo» en cas genitiu-datiu, Քոնկօ ([kɔŋɡɔ]) → Քոնկոյէն ([kɔŋɡɔjɛn], «Congo» en cas ablatiu).

##### /u/— ու
/u/ s'escriu sempre ու. Per exemple [dun] ("casa") s'escriu տուն.

##### /ə/— ը, epèntesi
La vocal [ə] usualment no s'escriu. Per exemple diem [məˈdɑdzum] («pensament»), però escrivim մտածում (no մըտածում); 
diem [əskɑntʃɛli] («meravellós») però escrivim սքանչելի (no ըսքանչելի).

<ը> s'escriu en les situacions següents:
1. A l'inici d'una paraula, quan el segon so és [n] (<ն>) o [m] (<մ>). Per exemple, [əndɾɛl] («escollir») s'escriu ընտրել, [əŋɡɛɾ] («amic») s'escriu ընկեր, [əmposd] («desafiant») s'escriu ըմբոստ, [əmpəɾnɛl] («entendre») s'escriu ըմբռնել.
2. A l'inici d'una paraula, quan la vocal [ə] ve dels sons [i] o [u]. Per exemple, [əʁtsʰɑl] («desitjar») s'escriu ըղձալ, perquè ve del substantiu [iʁtsʰ] («desitj,» իղձ): իղձ–ալ. I [əmbɛl] («beure») s'escriu ըմպել, perquè prové del substantiu [umb] («mos» ումպ): ումպ–ել.
3. A l'inici a al mig d'una paraula monosil·làbica l'única vocal de la qual és [ə]. Per exemple, [əsd] («d'acord amb») s'escriu ըստ, i [mən] («un/una» article indefinit) s'escriu մըն.
4. Dins de paraules derivades o compostes quan la segona part de la paraula comença amb [ə]. Per exemple, [ɑnəntunɛli] («inadmissible») s'escriu անընդունելի, perquè és una paraula derivada formada amb el prefix [ɑn] («un-,» ան-) i l'arrel [əŋɡɛɾ] («amic,» ընկեր): ան–ընկեր. I [ɑɾɑkəntɑtsʰ] («ràpid, prompte») s'escriu արագընթաց, perquè és una paraula composta formada de les paraules arrel արագ («ràpid») and ընթացք («pas»): արագ–ընթաց.
5. Dins una paraula després de les lletres <ու>, quan <ու> no és seguit d'una vocal i volem que <ու> representi [v]. Per exemple, պահուըտիլ ([bɑhvədil], «amagar») i վաղուընէ ([vɑʁvənɛ], «des de demà»).
6. Als salts de línia, per exemple վնաս ([vənɑs], «dany») esdevé վը–նաս, i զգալ (əzkɑl, «sentir») esdevé ըզ–գալ.
7. Al final de les paraules (per especificar l'article «el/la»). Per exemple, լոյսը ([lujsə], «la llum») es forma afegint ը al final de լոյս; I արձանները ([ɑɾtsʰɑnˈnɛɾə], «les estàtues»).

##### /ʏ/— իւ
/ʏ/ s'escriu sempre <իւ>. Per exemple, [kʏʁ] ("village") s'escriu գիւղ.

##### /œ/— էօ
/œ/ és un so estrany a l'armeni que s'usa per escriure paraules estrangeres. Sempre s'escriu <էօ>. Per exemple, el nom de dona [œʒɛni] s'escriu Էօժենի.

#### Diftongs
La llengua armènia té nou sons de diftong: /jɑ/, /jɛ/, /ji/, /jɔ/, /ju/, /ɑj/, /ej/, /ij/, /uj/.

##### /jɑ/— եա, եայ, յա; es troben a էա, իա
/jɑ/ s'escriu diferentment depenent del context.
1. [jɑ] a l'inici d'una paraula s'escriu <եա>. Per exemle, [jɑnikjɑn] («Yanikian,» un cognom) s'escriu Եանիքեան.
2. Quan [jɑ] es precedeix amb una consonant, s'escriu <եա>. Per exemple, [sɛnjɑɡ] («habitació») s'escriu սենեակ. Tot i així, al final d'una paraula, <եա> s'escriu <եայ>. Per exemple, [ɑɾɔɾja] («diàriament») s'escriu առօրեայ.
3. Quan [jɑ] es precedeix per una vocal diferent de [i] o [ɛ] s'escriu <յա>. Per exemple, ɡɑ.jɑn («estació») s'escriu կայան.
4. Una seqüència disil·làbica d'un monoftong ([i]) i un diftong ([jɑ]) s'escriu <իա> (o <իայ> quan està al final d'una paraula). Per exemple, [mijɑsin] («junt») s'escriu միասին.
5. Una seqüència disil·làbica d'una monoftong ([ɛ]) i un diftong ([jɑ]) s'escriu <էա> (o <էայ> quan està al final d'una paraula). Per exemple, [ɛjɑɡ] («ésser,» el substantiu) s'escriu էակ.

##### /jɛ/— ե, յե, յէ
/jɛ/ s'escriu diferentment depenent del seu context.
1. A l'inici d'una paraula, /jɛ/ s'escriu <ե>. Per exemple, [jɛɾɑz] («dream») s'escriu երազ. Noteu que <ե> entre dues consonants representa /ɛ/ (vegeu la secció Monoftongs a dalt per als detalls).
2. Al mig d'una paraula, /jɛ/ s'escriu <յե>. Per exemple, [hɑjɛli] («mirall») s'escriu հայելի. Noteu que <յե> a l'inici d'una paraula representa [hɛ] (vegeu la secció Consonants a sota per als detalls).
3. Al final d'una paraula, /jɛ/ s'escriu <յէ> (i mai <յե>). Per exemple, [nɑjɛ] («guaita!») s'escriu նայէ՛.

##### /ji/— յի; es troba a էի
/ji/ sols es troba al mig o al final d'una paraula a l'armeni. S'escriu diferentment depenent del context::
1. Una seqüència disil·làbica d'un monoftong ([ɛ]) i un diftong ([ji]) s'escriu <էի>. Per exemple, [ɛji] («Jo era») s'escriu <էի>, i [ɡuzɛjin] («ells volien») s'escriu կ'ուզէին.
2. En cas contrari, /ji/ s'escriu <յի>. Per exemple, [mɑjis] («Maig») s'escriu Մայիս. Noteu que <յի> a l'inici d'una paraula representa [hi] (vegeu la secció «Consonants» a sota per als detalls).

##### /jɔ/— եօ
/jɔ/ s'escriu <եօ>. Per exemple, [jɔtə] («set») s'escriu եօթը.

##### /ju/— յու, իւ; es troba a իու, էու
/ju/ s'escriu diferentment depenent del context:
1. A l'inici d'una paraula, /ju/ s'escriu <իւ>. Per exemple, [juʁ] («oil») s'escriu իւղ.
2. Quan està precedida per una vocal diferent de [i] o [ɛ], s'escriu <յու>. Per exemple, [ɡɑjun] («empresa») s'escriu կայուն. Noteu que <յու> a l'inici d'una paraula denota [hu] (vegeu la secció Consonants a sota per a un exemple.)
3. La seqüència disil·làbica del monoftong [i] i el diftong [ju] s'escriu <իու>. Per exemple, [mijutjun] («unió») s'escriu միութիւն.
4. La seqüència disil·làbica del monoftong [ɛ] i el diftong [ju] s'escriu <էու>. Per exemple, [ɛjutjun] («essència») s'escriu էութիւն.
5. Per escriure el sufix [tjun]: թիւն. Per exemple, [kidutjun] («coneixement») s'escriu գիտութիւն.

##### /ɑj/— այ
En armeni, /ɑj/ es pot trobar al principi i al mig d'una paraula; es pot trobar al final d'una paraula únicament per paraules monosil·làbiques. S'escriu <այ>. Per exemple, [ɑjki] («camp») s'escriu այգի; [mɑjɾ] («mare») s'escriu մայր; i [pʰɑj] («verb») s'escriu բայ. Noteu que la paraula polisil·làbica que finalitza en <այ> es pronuncia /ɑ/ (la <յ> esdevé muda) (vegeu la secció Monoftongs a dalt per a un exemple).

##### /ej/— էյ
/ej/ s'escriu <էյ>. Per exemple, [tej] («te») s'escriu թէյ.

##### /ij/— իյ
/ij/ s'escriu <իյ>. Per exemple, [ijnɑl] («caure») s'escriu իյնալ.

##### /uj/— ոյ
En armeni, /uj/ usualment es troba al mig d'una paraula, i s'escriu <ոյ>. Per exemple, [kujr] («germana») s'escriu քոյր.

### Consonants
This is the Armenian Consonantal System using symbols from the International Phonetic Alphabet (IPA), followed by the corresponding Armenian letter in parentheses. Compare the three way distinction of stops and affricates in Classical Armenian and Eastern Armenian to the two way distinction in Western Armenian. Note the presence of ejective stops and affricates in Eastern Armenian. Also, note the sound shifts of stops and affricates in Western Armenian.
|            |            |            | Bilabial | Bilabial | Bilabial  | Labio- dental   | Alveolar | Alveolar | Alveolar   | Post- alveolar | Post- alveolar | Post- alveolar | Palatal     | Velar  | Velar  | Velar     | Uvular | Glotal   |
| AC         | AOR        | AOC        | AC       | AOR      | AOC       | Labio- dental   | AC       | AOR      | AOC        | AC             | AOR            | AOC            | Palatal     |        |        |           | Uvular | Glotal   |
| ---------- | ---------- | ---------- | -------- | -------- | --------- | --------------- | -------- | -------- | ---------- | -------------- | -------------- | -------------- | ----------- | ------ | ------ | --------- | ------ | -------- |
| Nasal      | Nasal      | Nasal      | m (մ)    | m (մ)    | m (մ)     |                 | n (ն)    | n (ն)    | n (ն)      |                |                |                |             |        |        |           |        |          |
| Plosiva    | CS         | plain      | p (պ)    |          |           |                 | t (տ)    |          |            |                |                |                |             | k (կ)  |        |           |        |          |
| Plosiva    | CS         | CE         |          | pʼ (պ)   |           |                 |          | tʼ (տ)   |            |                |                |                |             |        | kʼ (կ) |           |        |          |
| Plosiva    | CS         | AS         | pʰ (փ)   | pʰ (փ)   | pʰ (բ, փ) |                 | tʰ (թ)   | tʰ (թ)   | tʰ (դ, թ)  |                |                |                |             | kʰ (ք) | kʰ (ք) | kʰ (գ, ք) |        |          |
| Plosiva    | SO         | SO         | b (բ)    | b (բ)    | b (պ)     |                 | d (դ)    | d (դ)    | d (տ)      |                |                |                |             | ɡ (գ)  | ɡ (գ)  | ɡ (կ)     |        |          |
| Fricativa  | CS         | CS         |          |          |           | f (ֆ)           | s (ս)    | s (ս)    | s (ս)      | ʃ (շ)          | ʃ (շ)          | ʃ (շ)          |             |        |        |           | χ (խ)  | h (հ, յ) |
| Fricativa  | SO         | SO         |          |          |           | v (վ, ւ, ու, ո) | z (զ)    | z (զ)    | z (զ)      | ʒ (ժ)          | ʒ (ժ)          | ʒ (ժ)          |             |        |        |           | ʁ (ղ)  |          |
| Aproximant | Aproximant | Aproximant |          |          |           |                 | ɹ (ր)    | ɹ (ր)    |            |                |                |                | j (յ, ե, ի) |        |        |           |        |          |
| BA         | BA         | BA         |          |          |           |                 | ɾ (ռ)    | ɾ (ռ)    | ɾ (ռ, ր)   |                |                |                |             |        |        |           |        |          |
| Lateral    | Lateral    | Lateral    |          |          |           |                 | l (լ)    | l (լ)    | l (լ)      |                |                |                |             |        |        |           |        |          |
| Africada   | CS         | plain      |          |          |           |                 | ts (ծ)   |          |            | tʃ (ճ)         |                |                |             |        |        |           |        |          |
| Africada   | CS         | CJ         |          |          |           |                 |          | tsʼ (ծ)  |            |                | tʃʼ (ճ)        |                |             |        |        |           |        |          |
| Africada   | CS         | AS         |          |          |           |                 | tsʰ (ց)  | tsʰ (ց)  | tsʰ (ձ, ց) | tʃʰ (չ)        | tʃʰ (չ)        | tʃʰ (չ, ջ)     |             |        |        |           |        |          |
| Africada   | SO         | SO         |          |          |           |                 | dz (ձ)   | dz (ձ)   | dz (ծ)     | d͡ʒ (ջ)         | d͡ʒ (ջ)         | d͡ʒ (ճ)         |             |        |        |           |        |          |